# Park Meerwijk

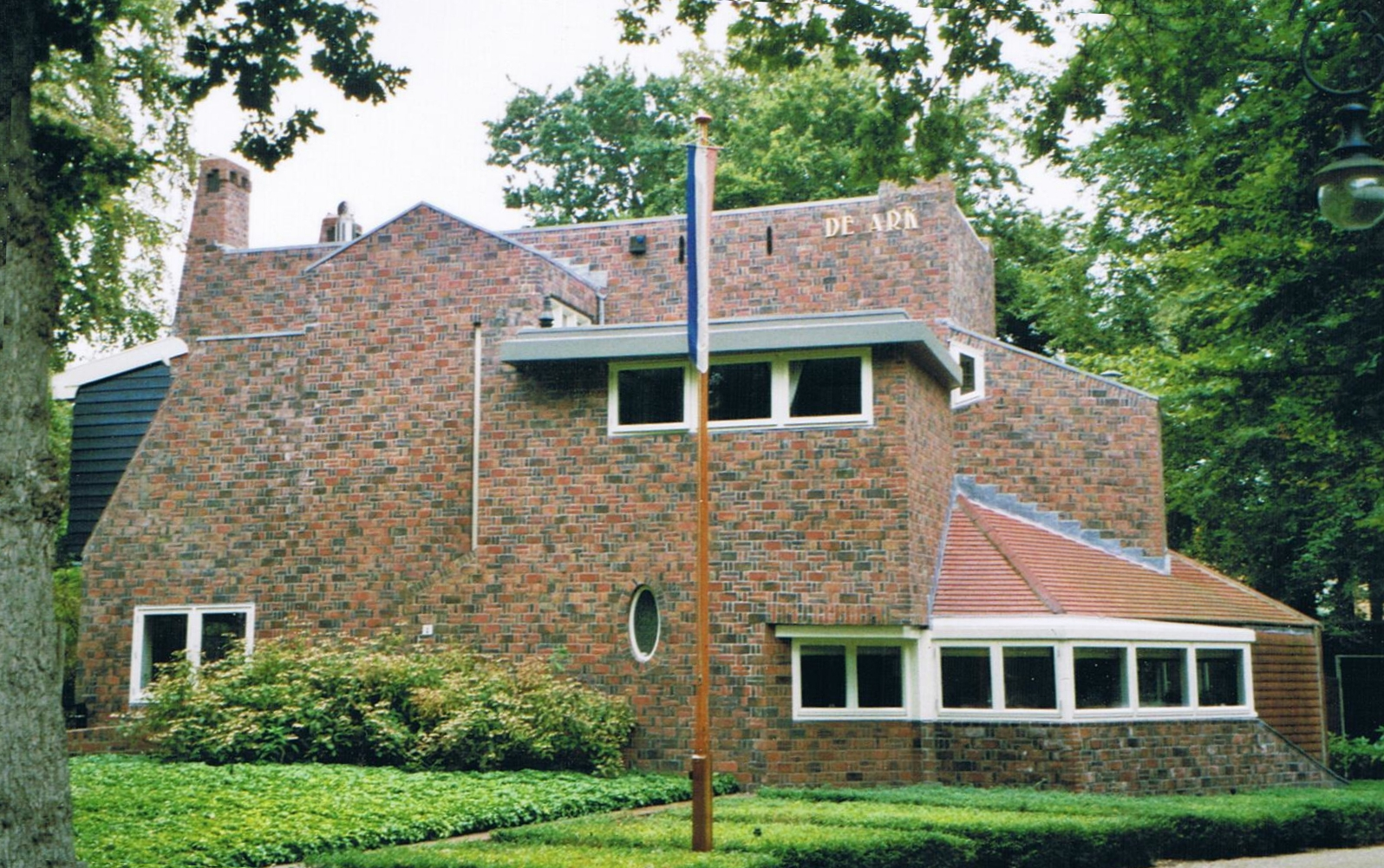
Villa De Ark (J.F. Staal)

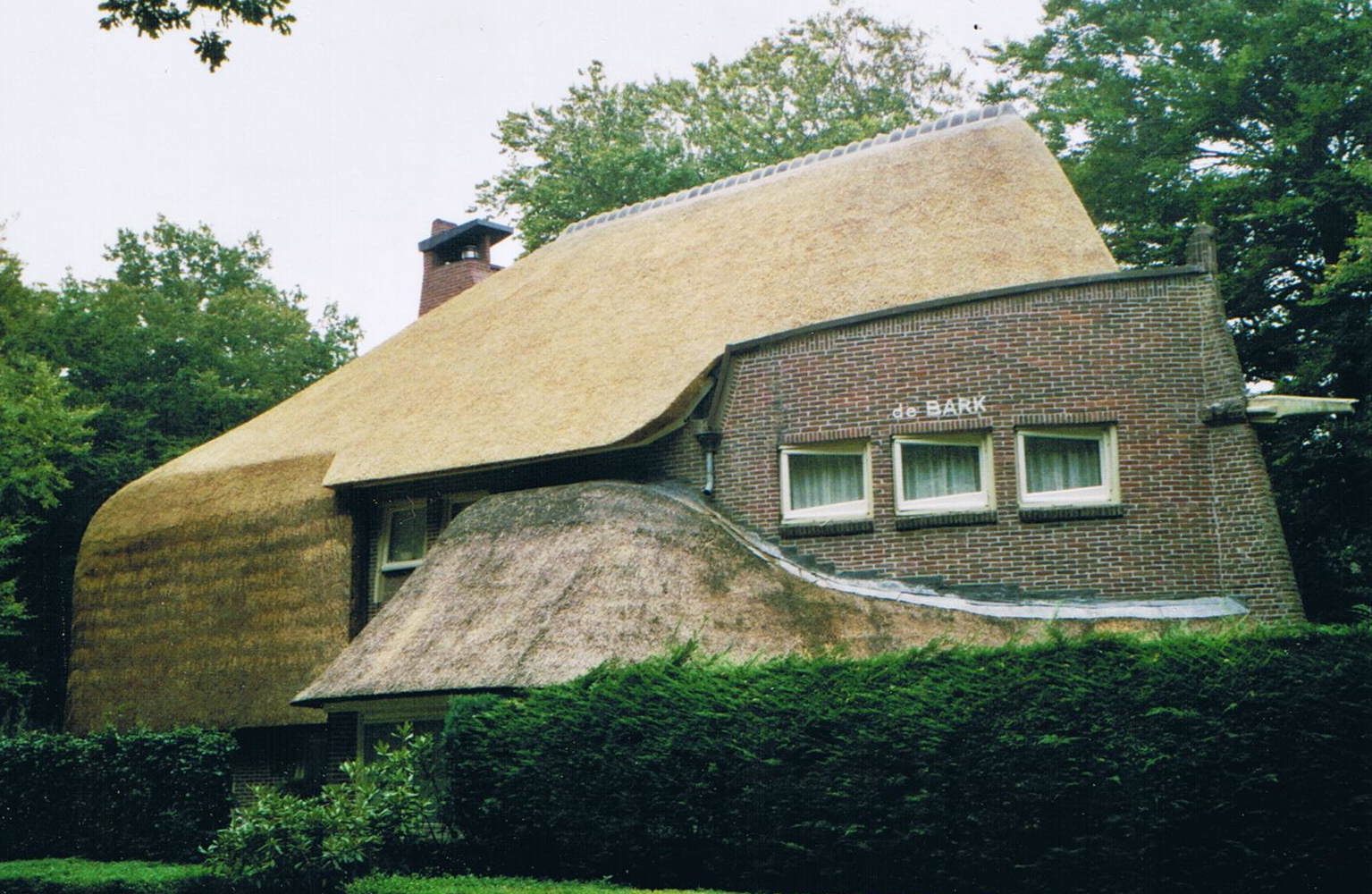
Villa De Bark (J.F. Staal)

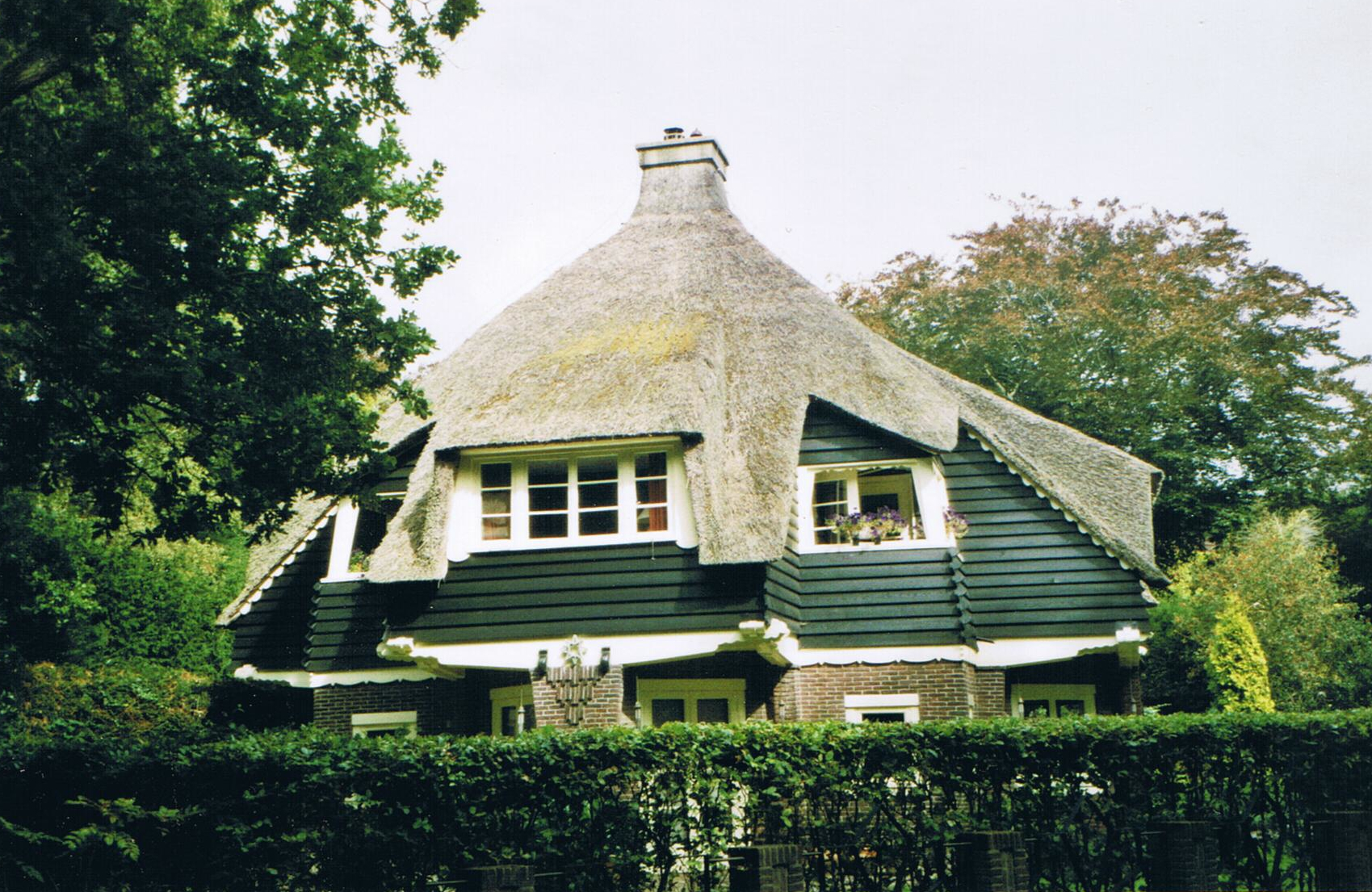
Villa Meerhoek (thans: De Ster, C.J. Blaauw)

Park Meerwijk is een villapark in Bergen.
Het park kwam tot stand op initiatief van de Amsterdamse tegelhandelaar Arnold Heystee (1876-1941) in de moeilijke jaren van de Eerste Wereldoorlog. Heystee gaf in 1915 de opdracht aan J.F. Staal, die hij kende van de sociëteit Architectura et Amicitia en deze benaderde vier jonge architecten om mee te werken: Margaret Kropholler, zijn latere echtgenote, Cornelis Jouke Blaauw, Guillaume la Croix en Piet Kramer. Zij kregen van Heystee geheel de vrije hand in het bouwen van zeventien landhuizen op een speciaal daartoe aangeschaft perceel te Bergen: zeven vrijstaande, twee dubbele en twee driedelige villa's. Enige voorwaarde was dat zij in de interieuren ruim gebruik zouden maken van Heystees tegels. Alle villa's werden tussen 1917 en 1918 gebouwd.
De villa's hebben grotendeels grote rieten kappen met golvende lijnen, houten kozijnen en bakstenen gevels en vertegenwoordigen de stijl die vanaf 1916 de Amsterdamse School was gaan heten. Niet alle critici waren lovend: Het is bijna de moeite waard ter wille van het wanstaltige een kijkje te gaan nemen, schreef het vakblad De Bouwwereld. Daar staat tegenover dat Hendrik Wijdeveld in Wendingen de loftrompet stak over het park. Opmerkelijk is dat J.F. Staal zelf afstand nam van het uiteindelijke resultaat, omdat de architecten geen invloed hadden op de bouw van hun villa's.
Door de architecten zijn gemaakt:
- Jan Frederik Staal: villa's De Ark (met tuinhuisje) en De Bark, geschakelde villa's Bilbad, Elifaz en Zofar
- Margaret Staal-Kropholler: villa's Beukenhoek, Meezennest, en Meerlhuis
- Cornelis Jouke Blaauw: villa's De Boschkant en Meerhoek (thans: De Ster), Beek en Bos
- Guillaume la Croix: dubbele villa VIII en IX
- Piet Kramer: villa's Tamelone, Mevene en Rogier (niet behouden), tuinhuis Tyltyl (thans: De Hut)

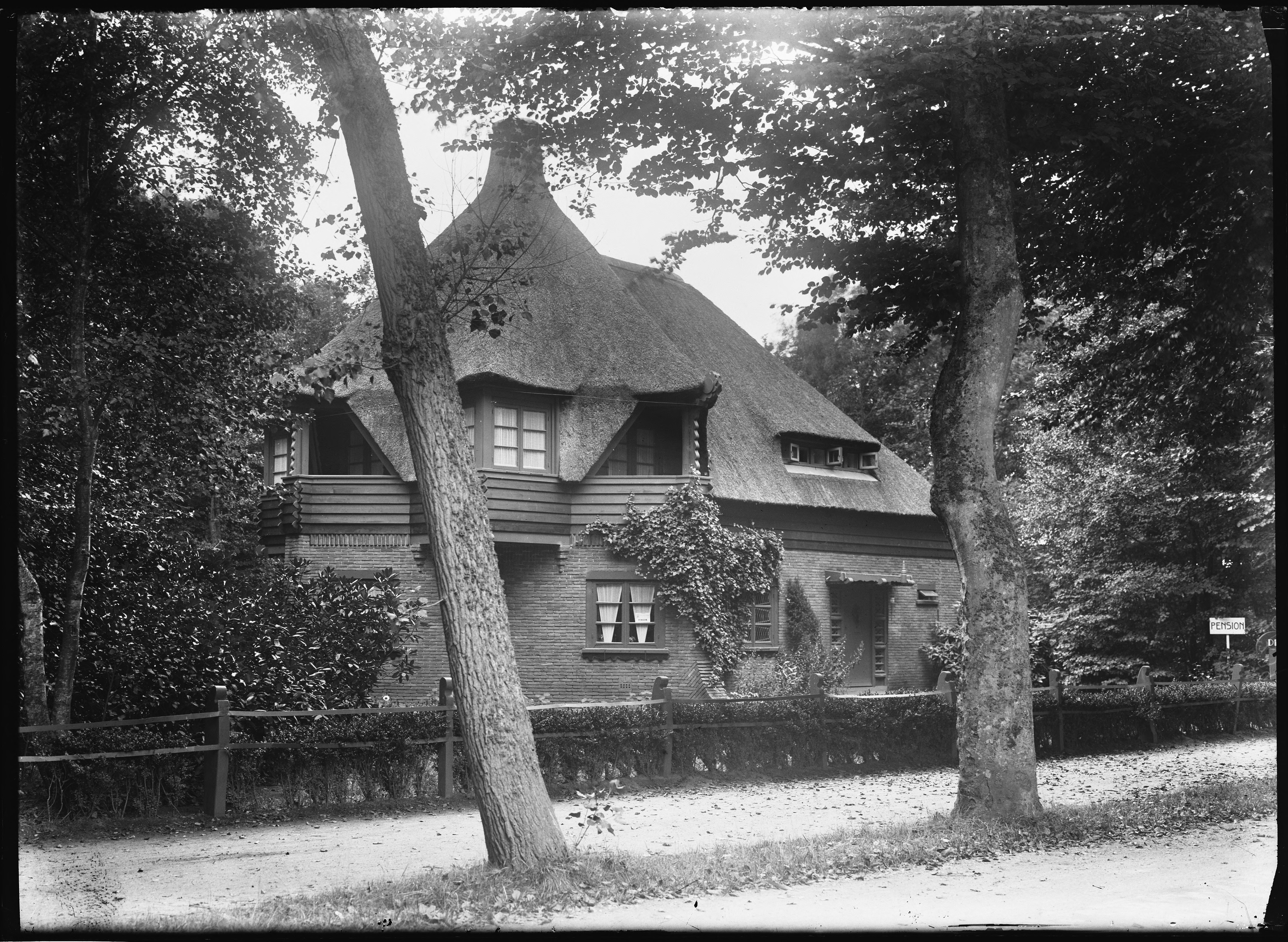
Villa De Boschkant (C.J. Blaauw) uit regionaal archief

De drie rietgedekte villa's van Kramer werden al in 1922 door brand verwoest, zodat van hem alleen de tuinmanswoning De Hut resteert, die aanvankelijk Tyltyl heette. Kramers creaties droegen de namen van personages uit Arthur van Schendels roman Een zwerver verliefd. In 1952 werd ook Krophollers villa Beukenhoek door brand getroffen en vervolgens sterk gewijzigd herbouwd.
Park Meerwijk heeft de status van beschermd dorpsgezicht, terwijl ook de afzonderlijke bouwwerken, inclusief drie bruggen, als rijksmonument zijn beschermd.